# Coves del Toll
Les coves del Toll són unes coves prehistòriques situades al municipi de Moià, al Moianès, declarat Bé cultural d'interès local.
Es divideixen en dos sectors: la galeria sud (108 m), zona ocupada per l'home prehistòric, i la galeria est (80,55 m), que voreja sobre un curs fluvial intermitent. En total fan 1.148 m de profunditat, no obstant això la part visitable, en forma d'ela, és de 180 m.

## Troballes
És una de les coves prehistòriques d'Europa més rica en fauna del Quaternari, durant les glaciacions würmianes. S'hi han trobat restes fòssils d'hipopòtam, rinoceront, ós de les cavernes, lleó, hiena, bou primitiu, isard, etc. També s'han descobert restes d'un foc i d'alguns estris de sílex corresponents al Mosterià, les quals demostren la presència humana de l'home Neandertal durant el Paleolític mitjà (entre 100.000 i 40.000 anys d'antiguitat).
Les troballes, relatives a l'Epipaleolític, al Neolític i a l'edat de bronze, mostren canvis en l'activitat dels pobladors. S'hi va trobar un individu masculí i robust, no gaire alt i branquimorf, de tipus alpí, del qual s'ha trobat l'enterrament i que s'acompanya d'un fermall metàl·lic d'origen centreuropeu. Actualment totes les restes arqueològiques que s'hi han trobat s'exposen al Museu de Moià.